# سونيك لوست ورلد
سونيك لوست ورلد (بالإنجليزية: Sonic Lost World ؛ باليابانية: ソニック ロストワールド
) هي لعبة منصات و‌أكشن-مغامرات من سلسلة ألعاب فيديو « القنفذ سونيك »، أصدرت لعبة لجهاز وي يو و‌نينتندو 3دي إس و لاحقًا تم إصدار لـويندوز في نوفمبر 2015.

تم الإعلان عن هذه اللعبة رسمياً في 17 مايو، 2013 عبر بث لنينتندو دايركت.
1. ↑  "Sonic Lost World announced". gamespot.com. 17 مايو 2013. مؤرشف من الأصل في 2013-10-01. اطلع عليه بتاريخ 2013-05-17.
2. ↑  عباس، أمين (17 مايو 2013). "إعلان لعبة Sonic: Lost World على Wii U و 3DS‏". IGN الشرق الأوسط. مؤرشف من الأصل في 2019-12-08. اطلع عليه بتاريخ 2013-05-20.

## وصلات خارجية
- سونيك لوست ورلد على موقع IMDb (الإنجليزية)